# Cagoule (méthode d'interrogatoire)
Pour les articles homonymes, voir Cagoule (homonymie).
La cagoule est une technique qui consiste à placer une cagoule opaque sur toute la tête d'un prisonnier afin de lui faire perdre ses sens. La cagoule est considérée comme une forme de torture. Un juriste considère que le fait de cagouler des prisonniers constitue une violation du droit international humanitaire et, en particulier, des conventions de Genève, qui exigent que les personnes placées sous la garde ou sous le contrôle physique des forces ennemies soient traitées avec humanité. La cagoule est également potentiellement dangereuse, en particulier lorsque les mains d'un prisonnier sont également liées. C'est considéré par l'ONU comme un acte de torture lorsque son objectif principal est la privation sensorielle pendant l'interrogatoire. Cette technique provoque « la désorientation, l'isolement et la terreur »,.
Selon le Comité international de la Croix-Rouge, la cagoule est utilisée pour empêcher les gens de  voir et les désorienter, ainsi que pour les empêcher de respirer librement. La cagoule est parfois utilisée en conjonction avec des coups pour augmenter l'anxiété quant au moment et à l'endroit où les coups tomberont. La cagoule permet également aux interrogateurs de rester anonymes et donc d'agir en toute impunité,. De plus, si un groupe de prisonniers est cagoulé, l'interrogateur peut les affronter les uns contre les autres en prétendant, par exemple, que certains d'entre eux coopèrent, ce que les prisonniers ne pourront pas vérifier.
En 1997, le Comité des Nations unies contre la torture avait conclu que le fait de cagouler constituait une torture, position qu'il a réitérée en 2004 après que le rapporteur spécial de la commission a « reçu des informations sur certaines méthodes qui ont été tolérées et utilisées pour obtenir des informations de terroristes présumés. »
L'utilisation de la cagoule est un prélude courant à l'exécution,.

## Histoire moderne
Dans la première moitié du XXe siècle, la cagoule était rarement utilisée. Pendant la Seconde Guerre mondiale, la Gestapo l'a utilisée notamment dans la prison de Breendonk (Belgique). Cette technique est devenue plus populaire après la guerre comme moyen de «torture rapide» puisqu'elle rend les témoignages publics plus difficiles. La victime ne peut que difficilement témoigner de qui lui a fait quoi. Dans les années 1950, la cagoule fut utilisée en Afrique du Sud  et en Algérie française dans les années 1960, au Brésil et en Espagne sous Franco dans les années 1970 et depuis en Irlande du Nord, au Chili, en Israël et en Argentine. Depuis, c'est le cas dans de nombreux pays.
Dans certains cas, la cagoule peut être accompagnée de bruit blanc, comme en Irlande du Nord. Cette utilisation par les troupes britanniques faisait suite à des recherches effectuées au Canada sous la direction de Donald O. Hebb prouvant que «l'isolement sensoriel» combiné au bruit blanc provoque une désorientation extrême.

## Utilisations documentées

### Argentine
Selon une directive militaire de 1976, émise pendant la guerre sale : « Dans les cas de détention de chefs, il est recommandé de leur cagouler la tête ainsi que d'attacher les poignets au bout d'un bâton, qui sera placé sur les épaules. ». L'utilisation de cette technique était très répandue en Argentine dans les années 1970. Une application particulièrement sévère consistait à faire accoucher des détenues enceintes sous cagoule. Après l'attaque de 1989 contre la caserne de La Tablada, pendant la présidence de Raúl Alfonsín, les militaires ont réagi violemment et ont à nouveau incarcéré des prisonniers. Cette méthode fut appelée « un retour immédiat à la méthodologie utilisée pendant la dictature ».

### Honduras
Le bataillon 3-16, unité de l'armée hondurienne qui a perpétré des assassinats et torturé des opposants politiques dans les années 1980, a été formé par des interrogateurs de la CIA et d'Argentine et composé en partie de diplômés de l'École militaire des Amériques. La technique de la cagoule y était enseignée par des Argentins, qui utilisaient un capuchon en caoutchouc, appelé la capucha, qui provoquait la suffocation.

### Israël
En Israël, le Shin Bet, le service de sécurité intérieure israélien, utilise systématiquement la cagoule (plus systématiquement que Tsahal) selon des rapports publiés par Human Rights Watch, qui a interviewé des détenus palestiniens qui avaient été cagoulés pendant de longues périodes (quatre à cinq jours tout au long de leur détention). Ils se sont plaints du fait que les cagoules étaient sales, qu'ils avaient du mal à respirer et qu'ils souffraient de maux de tête et de douleurs aux yeux. Selon Human Rights Watch, l'objet n'était pas tant l'incapacité des victimes à reconnaître leurs tortionnaires mais l'augmentation de la « pression psychologique et physique » Selon le rapport influent d'Amnesty International Torture in the Eighties, les cagoules et autres formes de mauvais traitements se sont à nouveau généralisées après la démission de Menachem Begin en 1984.
Les troupes israéliennes sont accusées d'avoir utilisé la cagoule dans les prisons, par exemple à Tulkarem (où Mustafa Barakat, 23 ans, est mort en détention, détention qu'il a majoritairement passée cagoulé), Ashkelon (décès de Samir Omar, 17 ans) et Gaza (mort d'Ayman Nassar). De nombreux décès dans des centres de détention israéliens ont impliqué des prisonniers cagoulés, tels que Husniyeh Abdel Qader, qui « a été détenue à l'isolement, les mains menottées derrière le dos et la tête dans un sac sale pendant les quatre premiers jours de sa détention. » À leur tour, les autorités palestiniennes de Cisjordanie ont été accusées de la même pratique en 1995 selon les médias et des organisations telles que B'Tselem.

### Royaume-Uni et Irlande
Au Royaume-Uni, la cagoule était l'une des « cinq techniques » utilisées comme moyens d'interrogatoire pendant le conflit nord-irlandais en Irlande du Nord de 1966 à 1998 et notamment pendant l'opération Demetrius. Dans la prison de Long Kesh, maintenant connue sous le nom de Maze, des prisonniers ont été soumis à la cagoule en 1971 « tout au long de leurs jours et nuits de torture d'interrogatoire, leurs têtes étaient couvertes par des sacs en tissu épais et grossiers. » Les plaintes ont rapidement conduit le gouvernement d'Edward Heath à ordonner aux troupes en 1971 « de ne pas utiliser de cagoules lors de l'interrogatoire des prisonniers. » Au nom de quatorze d'entre eux, la république d'Irlande a intenté une action contre le gouvernement britannique devant la Commission européenne des droits de l'homme, qui a conclu en 1976 que les Britanniques s'étaient rendus coupables d'avoir torturé des dissidents politiques. Lorsqu'en mars 1972, la règle directe a été instaurée, la pratique n'a pas cessé complètement, et à la fin de 1972, la Commission européenne des droits de l'homme a accepté un deuxième cas au nom des victimes de cette pratique. En mars 1972, le rapport Parker avait conclu que les cinq techniques étaient illégales en vertu du droit britannique. Le même jour que le rapport était publié, le premier ministre Heath annonçait à la Chambre des communes que les techniques « ne [seraient] pas utilisées à l'avenir comme techniques d'interrogatoire. »
Alors que cette pratique était donc officiellement interdite depuis 1972, des informations faisant état de son utilisation par les troupes britanniques sont apparues pendant la guerre en Irak. Il a été découvert que le hooding (technique de la cagoule) avait été appliqué en 2003 et 2004 sur des prisonniers irakiens qui étaient détenus par des troupes américaines et interrogés par des officiers du renseignement du British Secret Intelligence Service. Baha Mousa, un civil irakien, est mort en détention britannique après avoir été cagoulé et battu.

### États-Unis

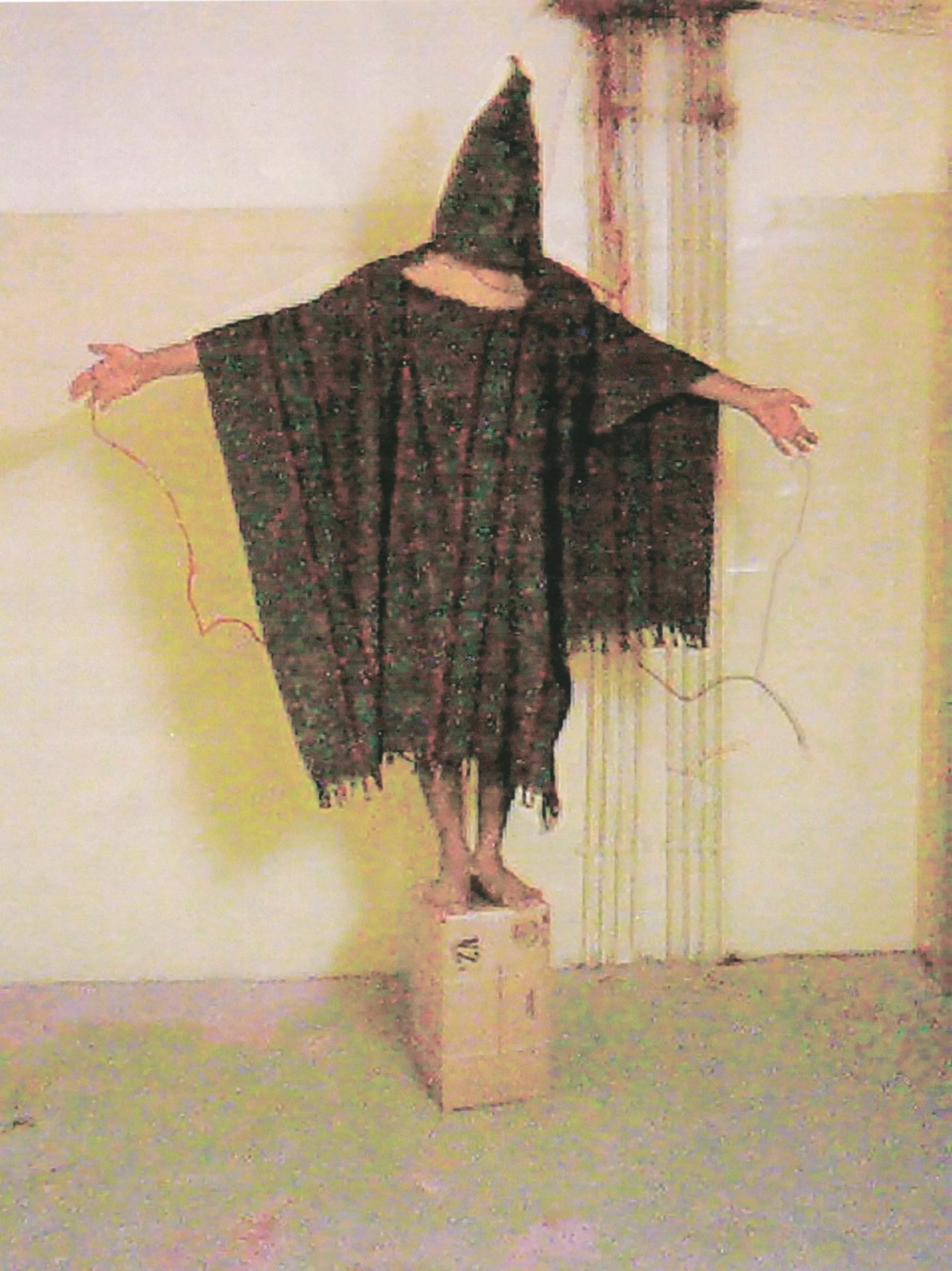
Le prisonnier Ali Shallal al-Qaisi cagoulé à Abu Ghraib.

Plus particulièrement dans l'histoire récente, l'utilisation de la  cagoule a été avérée à la prison d'Abou Ghraib. En 2003 déjà, Amnesty International avait signalé de tels abus dans un mémorandum envoyé à Paul Bremer, alors chef de l'Autorité provisoire de la coalition. Les délégués du Comité international de la Croix-Rouge ont également protesté contre le cagouleur de prisonniers américains.
Dans les cas d’échanges de prisonniers ou d'extradition par les États-Unis, les suspects sont généralement cagoulés, apparemment dans le cadre de « procédures opérationnelles standard ». Parfois, cependant, les suspects sont maltraités et également interrogés. La célèbre photographie de Khalid Sheikh Mohammed prise peu de temps après sa capture, où il apparaît « hébété et morose, » a été prise quelques instants après que sa capuche a été enlevée. Il avait été cagoulé sans interruption pendant les premiers jours après son arrestation par des commandos des États-Unis et du Pakistan.
La résistance à la technique de la cagoule est un élément standard de la formation de survie, d'évasion, de résistance et d'évasion suivie par les soldats américains.

### Uruguay
Selon un rapport de 1989 du Servicio Paz y Justicia Uruguay, la cagoule était la forme de torture la plus couramment pratiquée dans les centres militaires et de police uruguayens dans les années 1970.